# Saly Ruth Ramler
Saly Ruth Ramler (Kolomyia, 1894 – 1993), também conhecida como Saly Ruth Struik, foi a primeira mulher a obter um doutorado em matemática na Universidade Alemã de Praga, atual Universidade Carolina. Sua tese de 1919, sobre os axiomas da geometria afim, foi supervisionada por Gerhard Kowalewski e Georg Alexander Pick.
Casou com o matemático e historiador da matemática holandês Dirk Jan Struik em 1923. Em 1926 imigraram para os Estados Unidos, onde Dirk Struik foi professor do Instituto de Tecnologia de Massachusetts.